# کالج مؤسسه هنر مریلند
کالج مؤسسه هنر مریلند (انگلیسی: Maryland Institute College of Art) یا به‌صورت اختصار MICA، کالجی خصوصی برای آموزش هنر و طراحی در بالتیمور، مریلند است. این موسسه در سال ۱۸۲۶ به عنوان موسسه مریلند برای ارتقای سطح آموزش هنرهای سنتی تأسیس شد و به عنوان یکی از قدیمی ترین کالج های هنری در ایالات متحده شناخته می شود.
این کالج عضو انجمن کالج‌های مستقل هنر و طراحی (AICAD) است که کنسرسیومی از مدارس هنر ایالات متحده می‌باشد. این کالج میزبان برنامه های آموزشی متنوعی همچون پیش‌دانشگاهی، تحصیلات تکمیلی، کارشناسی ارشد هنرهای زیبا و کارشناسی هنرهای زیبا و همچنین کلاس های آموزش هنر برای جوانان است.